# Бучацька центральна районна бібліотека
Бучацька центральна районна бібліотека — культурно-освітній заклад у Бучачі (Тернопільська область). Одна зі складових Бучацької центральної районної бібліотечної системи (ЦРБС). Розташовується у приміщенні на вул. Галицькій, 21 поблизу церкви Святої Покрови.

## Історія

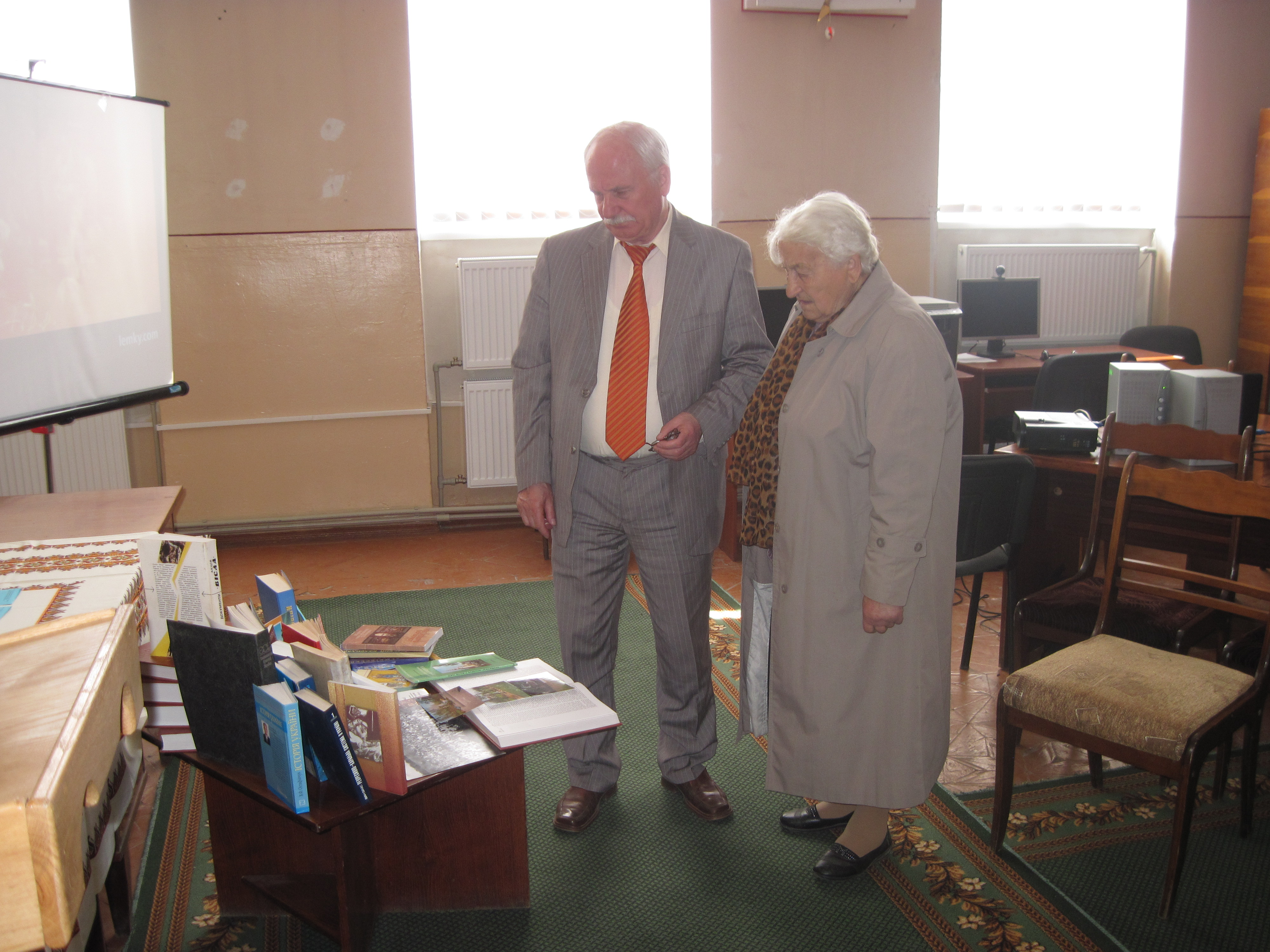
Ігор Дуда, Ореста Синенька на конференції в Бучацькій ЦРБ, осінь 2014

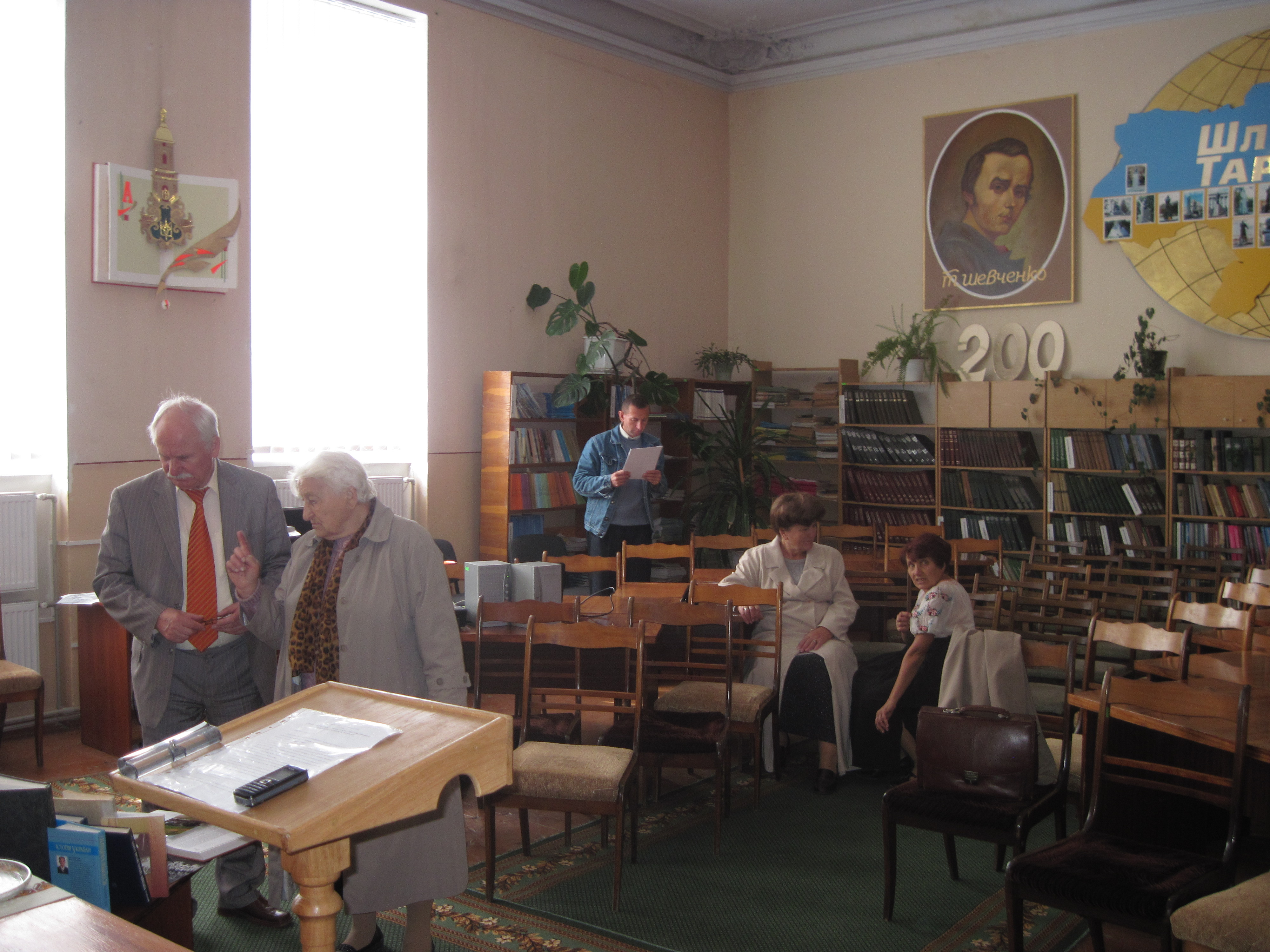
Читальна зала, читає Микола Козак

Бучацька районна бібліотека заснована 1 листопада 1944 року, першою бібліотекаркою була Олена Кузів (до шлюбу Рогозинська, 1904—1963) — дочка посадника міста Бучача часів ЗУНР, Австро-Угорщини Климентія Рогозинського та його дружини, фольклористки Меланії Ляторовської.
12 листопада 1944 року одержано першу партію літератури, яка надійшла з Харкова, потім надіслали поповнення для бібліотеки міст Одеси, Москви, Ленінграда та інших. На 1 січня 1945 року фонди книгозбірні становили 2,5 тис. примірників книг. У 1945 році бібліотека отримала приміщення із двох кімнат, її фонд виріс до 5 000 примірників. 7 жовтня 1945 року штат бібліотеки розширився до двох працівників: крім завідувачки Олени Кузів бібліотекаркою стала Стефанія Фіалковська. У 1950—1960-их роках фонди бібліотеки збільшувалися, розширювалися приміщення, залучалися нові читачі. З 1960 по 1983 роки бібліотеку очолювала Євдокія Риженкова, завідувачкою абонементом працювала Стефанія Фіалковська, завідувачкою читальним залом — Е. М. Кузьменко, методистом — Г. П. Пасимок.
1 березня 1964 року Тернопільське обласне управління культури та Президія обкому профспілки працівників культури присвоїли Бучацькій районній бібліотеці для дорослих почесне звання «Бібліотека відмінної роботи» за зразкову організацію культурно-освітньої роботи населення, з цього часу бібліотека носить це почесне звання.
Колективний член УБА з 2012 року.
29 вересня 2014 року в читальному залі відбулася науково-практична конференція на тему: «Депортація українців з етнічних земель у 1944—1946, 1951 роках: історичні факти, причини, наслідки», присвячена 70-й річниці початку виселення етнічних українців з території Польщі. Серед гостей, зокрема, Ігор Дуда.
Будівля споруджена в 1900-х роках. Ймовірно, участь у будівництві брав італійський інженер, архітектор, підприємець Джованні Батіста Феррарі (1851—1905), який проживав у місті разом із сім'єю.

## Інтернет-центр
З 2006 року за сприяння посольства США в Україні в бібліотеці діє Інтернет-центр.

## Очільниці
- 1944—1960 — Олена Климентіївна Кузів (у 1944 — бібліотекарка, від 1945 — завідувачка бібліотекою),
- 1960—1983 — Євдокія Петрівна Риженкова,
- 1983—1986 — Іванна Дмитрівна Петрик,
- 1986—2001 — Галина Василівна Брильова,
- від 2001 — Леся Іванівна Машталір.